# Санкт-Канциан-ам-Клопайнер-Зе
Санкт-Канциан-ам-Клопайнер-Зе (нем. Sankt Kanzian am Klopeiner See) — община (нем. Gemeinde) в Австрии, в федеральной земле Каринтия. Входит в состав округа Фёлькермаркт.  
Население составляет 4359 человек (на 31 декабря 2005 года). Занимает площадь 40,94 км². Официальный код  —  2 08 13.

## Политическая ситуация
Бургомистр общины — Томас Крайнц (СДПА) по результатам выборов 2003 года.
Совет представителей общины (нем. Gemeinderat) состоит из 23 мест. По итогам выборов 2015 года
- СДПА занимает 13 мест.
- АНП занимает 6 мест.
- Партия EL занимает 3 места.
- АПС занимает 1 место.